# Indicatifs régionaux 367, 418 et 581
Les indicatifs régionaux 367, 418 et 581 sont les indicatifs téléphoniques régionaux de l'Est du Québec.
Les compagnies de téléphone titulaires dans cette région sont Bell Canada, Rogers, Telus, Cogeco et Vidéotron et de petites compagnies indépendantes.

## Historique
L'indicatif régional 418 était un des 86 indicatifs originaux du Plan de numérotation nord-américain défini en 1947. À ce moment, l'indicatif couvrait la partie Est du Québec.
En 1957, l'extrême Nord-Ouest du Québec a été ajouté à l'indicatif régional 418. Cette région nordique a été transférée à l'indicatif régional 819 à la fin des années 1970, lorsque l'indicatif régional 418 a acquis ses frontières actuelles.
En 2008, l’indicatif 581 a été superposé à l’indicatif 418 pour pallier le manque de numéros de téléphone dans l'indicatif 418. 
En 2018, l'indicatif 367 a été superposé aux indicatifs 418 et 581 pour pallier le manque de numéros de téléphones dans ces indicatifs.

## Principales communautés incluses dans les indicatifs 367, 418 et 581
Les communautés desservies par les indicatif 367, 418 et 581 sont la ville de Québec et les environs, la région du Saguenay–Lac-Saint-Jean, la région du Bas-Saint-Laurent, la région de Chaudière-Appalaches, la région de Gaspésie–Îles-de-la-Madeleine, la région de la Côte-Nord et partiellement la région de la Mauricie, soit la majorité des MRC de Mékinac (Saint-Tite) et des Chenaux (Sainte-Anne-de-la-Pérade).
À cause de la proximité avec le Québec et de son éloignement des autres régions des États-Unis, ces indicatifs desservent aussi quelques hameaux de l'État du Maine aux États-Unis, dont le petit village de Estcourt Station.

## Référence
1. ↑  http://www.cnac.ca/npa_codes/relief/completed/418/NPA_418_RIP_11_July_07.pdf
2. ↑  « Alliance des Télécommunicateurs », sur www.dial10.ca (consulté le 5 février 2017)